# Горди (филм)
Горди (енгл. Gordy) је амерички породични филм из 1995. године.

## Радња
Горди живи у животима других који су део споредних заплета филма, укључујући путујуће певаче кантри музике Луке Мекалистера и његову ћерку Џини Сју и усамљеног дечака Хенкија Ројса чија је мајка запослена код злокобног бизнисмена Гилберта Сајпса. Горди мења животе људи које среће због њихове способности да га разумеју.

## Улоге
| Глумац        | Улога              |
| ------------- | ------------------ |
| Даг Стоун     | Лук Мекалистер     |
| Кристи Јанг   | Џини Су Мекалистер |
| Том Лестер    | рођак Џејк         |
| Дебора Хобарт | Џесика Ројс        |
| Мајкл Решер   | Хенки Ројс         |
| Џејмс Донадио | Гилберт Сепис      |
| Џастин Гармс  | Горди              |
| Ерл Боен      | Минесота Ред       |
| Френк Велкер  | наратор            |